# La Fiera Letteraria
La Fiera Letteraria è stata una rivista italiana di lettere, scienze e arti, fondata nel 1925 e pubblicata, con varie interruzioni, per cinquantatré anni fino al 1977. Ha avuto, nel corso della sua esistenza, molti mutamenti di direzione e di editore, mantenendo sempre la periodicità settimanale.

## Storia
La rivista, con il sottotitolo Giornale settimanale di lettere, scienze ed arti, fu fondata a Milano il 13 dicembre 1925 (prima pagina del N. 1) sotto la direzione di Umberto Fracchia dalla Casa editrice Unitas. Si ispirava, nel nome e nei metodi, alla Frusta letteraria, la rivista fondata a Venezia da Giuseppe Baretti nel 1763. La paginazione era di otto pagine, lo standard per l'epoca, in formato lenzuolo.

Dal n° 12 del 1928 la sede fu trasferita a Roma, sotto la direzione di Giovanni Battista Angioletti e di Curzio Malaparte. Dal 7 aprile 1929 la rivista prese il nome di L'Italia Letteraria (La Fiera Letteraria fu mantenuta come primo sottotitolo per il resto dell'anno), continuando le uscite fino al 1936, quando cessò per la prima volta le pubblicazioni. Successivamente Curzio Malaparte fondò il Meridiano di Roma, che continuò le uscite settimanali fino al 1943.
Nel 1946 la rivista riprese le pubblicazioni con il titolo originale La Fiera Letteraria (dapprima senza l'articolo determinativo e senza sottotitolo, poi col sottotitolo Settimanale delle lettere, delle arti e delle scienze), ancora sotto la direzione di Angioletti e con un comitato di redazione composto da Corrado Alvaro, Emilio Cecchi, Gianfranco Contini e Giuseppe Ungaretti. Dal 1948 il comitato direttivo fu composto da Alberto Savinio, Corrado Pavolini e, come responsabile, da Enrico Fulchignoni, al quale si aggiunse con il n° 6 Diego Fabbri.
Nel dopoguerra la rivista mantenne l'orientamento della prima serie, focalizzandosi su temi e problemi di carattere culturale e letterario.

Dal 1950 e soprattutto negli anni sessanta iniziò a prendere un carattere maggiormente informativo, ispirandosi anche nella grafica ai popolari rotocalchi. Nel 1966 la rivista adottò il formato tabloid per mettere in evidenza il proprio processo di modernizzazione.
La Fiera Letteraria venne interrotta per due anni, dal 1969 al 1970, per riprendere nel 1971 con una nuova serie, dal sottotitolo Settimanale d'informazione culturale, che, per difficoltà economiche, terminò nel 1977.
Nella prima metà degli anni ottanta vi fu un tentativo di rilancio in formato economico - mensile - che ebbe vita breve (dal 1984 al 1986).

## Direttori
- Umberto Fracchia (1925 - 1928)

Nel 1928 la rivista viene trasferita a Roma
- Giovanni Battista Angioletti e di Curzio Malaparte (1928 - marzo 1929)

Continua le pubblicazioni «L'Italia Letteraria» fino al 1936

1937-1945: sospensione delle pubblicazioni
- Giovanni Battista Angioletti (1946 - 1948)
- Enrico Fulchignoni[1] (fino al n° 11 del 1948)
- Pietro Paolo Trompeo[1] (dal n° 12 del 1948)
- Vincenzo Cardarelli e Diego Fabbri[1] (dal n° 6 del 1949)
- Diego Fabbri[1] (dal n° 28 del 1959, caporedattore Gino Montesanto)
- Manlio Cancogni[1] (dal n°26 del 1967)

1969-1970: sospensione delle pubblicazioni
- Giuseppe Giardina[1]  (dal n° 1 del 1971 al 1977)
  - Eraldo Miscia, Antonio Spinosa e Ferdinando Virdia condirettori (dal n° 76 del 1976)